# كيد ليو
كيد ليو (بالإنجليزية: Kid Leo)‏ هو دي جيه أمريكي، ولد في 20 أكتوبر 1950 في كليفلاند في الولايات المتحدة.

## وصلات خارجية
- كيد ليو على موقع الموسوعة البريطانية (الإنجليزية)